# Damernas hopp i freestyle vid olympiska vinterspelen 2002
Damernas hopp i freestyle vid olympiska vinterspelen 2002 vid de olympiska vinterspelen 2002 avgjordes den 16-18 februari.

## Medaljörer
| Spel | Guld                | Silver                 | Brons               |
| Hopp | Alisa Camplin (AUS) | Veronica Brenner (CAN) | Deidra Dionne (CAN) |

## Resultat

### Kval
| Placering | Namn                | Land       | Hopp 1 | Hopp 2 | Totalt | Noteringar |
| --------- | ------------------- | ---------- | ------ | ------ | ------ | ---------- |
| 1         | Evelyne Leu         | Schweiz    | 103,74 | 99,42  | 203,16 | Q          |
| 2         | Alisa Camplin       | Australien | 93,89  | 89,77  | 183,66 | Q          |
| 3         | Alla Tsuper         | Belarus    | 95,85  | 85,52  | 181,37 | Q          |
| 4         | Li Nina             | Kina       | 88,83  | 92,47  | 181,30 | Q          |
| 5         | Deidra Dionne       | Kanada     | 90,56  | 83,95  | 174,51 | Q          |
| 6         | Natalya Orekhova    | Ryssland   | 88,04  | 81,49  | 169,53 | Q          |
| 7         | Anna Zukal          | Ryssland   | 79,89  | 89,30  | 169,19 | Q          |
| 8         | Veronica Brenner    | Kanada     | 87,41  | 80,62  | 168,03 | Q          |
| 9         | Veronika Bauer      | Kanada     | 75,28  | 92,30  | 167,58 | Q          |
| 10        | Lydia Ierodiaconou  | Australien | 82,21  | 83,85  | 166,06 | Q          |
| 11        | Olga Koroleva       | Ryssland   | 75,69  | 85,83  | 161,52 | Q          |
| 12        | Xu Nannan           | Kina       | 82,37  | 78,27  | 160,64 | Q          |
| 13        | Oly Slivets         | Belarus    | 83,00  | 74,96  | 157,96 |            |
| 14        | Tracy Evans         | USA        | 85,05  | 67,02  | 152,07 |            |
| 15        | Tatiana Kozachenko  | Ukraina    | 79,89  | 71,34  | 151,23 |            |
| 16        | Hilde Synnøve Lid   | Norge      | 62,20  | 86,62  | 148,82 |            |
| 17        | Brenda Petzold      | USA        | 58,58  | 79,22  | 137,80 |            |
| 18        | Wang He             | Kina       | 74,09  | 62,68  | 136,77 |            |
| 19        | Guo Xinxin          | Kina       | 53,55  | 76,76  | 130,31 |            |
| 20        | Manuela Müller      | Schweiz    | 53,70  | 71,77  | 125,47 |            |
| 21        | Liselotte Johansson | Sverige    | 84,89  | 40,31  | 125,20 |            |

### Final
| Placering | Idrottare                | Hopp 1 | Hopp 2 | Totalt |
| --------- | ------------------------ | ------ | ------ | ------ |
|           | Alisa Camplin (AUS)      | 93,72  | 99,75  | 193,47 |
|           | Veronica Brenner (CAN)   | 90,09  | 99,93  | 190,02 |
|           | Deidra Dionne (CAN)      | 88,98  | 100,28 | 189,26 |
| 4         | Olga Koroleva (RUS)      | 97,65  | 90,72  | 188,37 |
| 5         | Li Nina (CHN)            | 87,25  | 97,98  | 185,23 |
| 6         | Anna Zukal (RUS)         | 83,52  | 90,72  | 174,24 |
| 7         | Natalya Orekhova (RUS)   | 86,15  | 84,39  | 170,54 |
| 8         | Lydia Ierodiaconou (AUS) | 84,49  | 84,89  | 169,38 |
| 9         | Alla Tsuper (BLR)        | 96,73  | 68,19  | 164,92 |
| 10        | Veronika Bauer (CAN)     | 84,66  | 69,22  | 153,88 |
| 11        | Evelyne Leu (SUI)        | 72,39  | 74,92  | 147,31 |
| 12        | Xu Nannan (CHN)          | 62,48  | 73,48  | 135,96 |